# Svanabyn
Svanabyn (sydsamiska: Njoktjhjaevrie) är en småort i Dorotea distrikt (Dorotea socken) i Dorotea kommun, Västerbottens län (Lappland). Avståndet till centralorten Dorotea är 25 kilometer. I själva byn finns två sjöar, Ullsjön och Svanavattnet, och i närområdet finns många fler.

## Historia
Svanabyn är den äldsta byn i Dorotea kommun. Den anlades troligen 1713 av Jon Ersson Kiervel, en skogsfinne från Ringvattnet i Alanäs socken. Jon Ersson tog upp sitt nybygge på lappskattelandet Simsjölandet. Mot detta protesterade innehavaren Olof Zakrisson vid Åseletinget 1715, men utan att få något gehör. Samlevnaden mellan bönderna i Svanabyn och skogssamerna på Simsjölandet förblev sedan konfliktfylld under merparten av 1700-talet, innan lappskattelandets innehavare själv blev nybyggare i Granåsen 1796.
Drygt hälften av byns marker köptes under slutet av 1800-talet upp av skogsindustriföretagen Graningeverken AB, Ramviks sågverks AB och Ulvviks AB.

### Befolkningsutveckling
| Befolkningsutvecklingen i Svanabyn 1990–2023 | Befolkningsutvecklingen i Svanabyn 1990–2023 | Befolkningsutvecklingen i Svanabyn 1990–2023 | Befolkningsutvecklingen i Svanabyn 1990–2023 | Befolkningsutvecklingen i Svanabyn 1990–2023 |
| -------------------------------------------- | -------------------------------------------- | -------------------------------------------- | -------------------------------------------- | -------------------------------------------- |
|                                              |                                              |                                              |                                              |                                              |
| År                                           |                                              |                                              | Folkmängd                                    | Areal (ha)                                   |
| 1990                                         | 1990                                         |                                              | 103                                          | 29#                                          |
| 1995                                         | 1995                                         |                                              | 103                                          | 30#                                          |
| 2000                                         | 2000                                         |                                              | 93                                           | 30#                                          |
| 2005                                         | 2005                                         |                                              | 81                                           | 31#                                          |
| 2010                                         | 2010                                         |                                              | 72                                           | 31#                                          |
| 2015                                         | 2015                                         |                                              | 82                                           | 52#                                          |
| 2020                                         | 2020                                         |                                              | 90                                           | 63#                                          |
| 2023                                         | 2023                                         |                                              | 84                                           | 64                                           |
| Anm.: # Som småort.                          |                                              |                                              |                                              |                                              |

## Kända personer
- Helmer Grundström växte upp i Svanavattnet vid Svanabyn och har skildrat livet där i romaner, noveller och dikter. Han har kallats för Svanabyns poet.